# شهرستان لاکسکی
شهرستان لاکسکی (به لاتین: Laksky District) یک منطقهٔ مسکونی در روسیه است که در داغستان واقع شده‌است.